# Битва амазонок (Рубенс)
«Битва амазонок», або «Амазономахія» — картина, на якій зображено амазономахію, пензля Пітера Пауля Рубенса, написана олійними фарбами на дошці 1618 року. Водночас біограф Джованні Пієтро Беллорі приписував полотно Антонісу ван Дейку.

## Історія створення
Художник написав картину під впливом «Битви під Ангіарі», твору Леонарда да Вінчі.
Картину замовив відомий антверпенський купець і меценат Корнеліс ван дер Ґеест. Митець розпочав писати картину 1615 року і завершив 1618 року.
Твір міститься у Старій Пінакотеці в Мюнхені.

## Легенда
В основу сюжету полотна покладена епічна легенда про боротьбу давньогрецьких героїв Беллерофонта, Геракла, Тесея, Ахілла та інших з амазонками. Владарка амазонок Пентесілея, дочка бога війни Ареса, вбивала один за одним греків. Коли Пентесілея накинулася на Ахілла, він простромив її списом разом із конем. Після втрати своєї цариці амазонки були розбиті.

## Опис картини
Роже де Піль у своїй праці «Бесіди про розуміння живопису і про те, як потрібно судити про картини» (Опис картин із зібрання герцога де Рішельє) за 1677 рік зауважив, що Рубенс зумів «зобразити найжахливіші епізоди бою» і показати «одночасно і силу і поразку амазонок».
«Картина містить понад сто фігур. З-поміж усіх інших на полотні виділяються три основні групи. У середині, на мосту, — розпал битви. Тут перш за все увагу привертає амазонка, яка падає з коня і готова радше померти, аніж залишити прапор; двоє воїнів вихоплюють його з її рук й одночасно загрожують їй, один — ударом меча, інший — шаблі. Поруч із цією групою двоє вершників беруть в полон царицю героічних жінок. Два коня гризуться, вставши на диби, і топчуть копитами тіло афінянина, відрубану голову якого забирає амазонка.
По один бік моста — розгром і втеча амазонок, по інший — афіняни-нападники на чолі з Тесеєм. На його обличчі та обличчях його прихильників ясно видно ознаки перемоги, а у войовничих жінок — ознаки розгрому. Так, одна з них, поранена, впала з коня і заплуталася ногою в попоні; кінь, який скаче услід за втікачками, волочить її по землі серед численних трупів.
Нарешті, дві групи по боках картини більш висунуті вперед. Одна складається з трьох витіснених з мосту амазонок, які падають разом з кіньми у воду; жахливий і дивний безлад цих фігур абсолютно дивовижний і безумовно гідний фантазії Рубенса. Інша бічна група, з протилежного боку картини, складається з трупів амазонок, яких грабує афінянин, а також з декількох вершниць; щоб врятуватися, вони кидаються щодуху в річку, мимохідь вбиваючи і перекидаючи в воду двох афінян. У середині переднього плану дві амазонки рятуються вплав, а труп третьої ще тримається на воді, але вже готовий незабаром піти на дно. Під аркою мосту переможці везуть в човні кількох полонянок; одна з них вражає себе в груди власним мечем, інша чіпляється за міст, намагаючись врятуватися. Трохи далі на березі загін вершників скаче щодуху до міста, охопленого вогнем. Дим пожежі застеляє тло всієї картини. Отже, цей твір у цілому і всі його частини окремо жахають. Це досконале зображення кривавої, наполегливої битви, повної перемоги афінян і сміливого опору амазонок».
Роже де Піль робить висновок, що в картині все «відрізняється правильним малюнком, до того ж, коні зображені з особливо великим мистецтвом і тонкістю». Водночас «заслуговує похвали колорит, проте він не такий добрий, як в інших картинах: все тільки накидано, це всього лише ескіз і задум більш великого твору».

## Галерея
«Битва амазонок» Рубенса зображена на картинах Віллема ван Хахта «Галерея Корнеліса ван дер Ґееста» (1628) й «Олександр Македонський у майстерні Апеллеса» (1630).

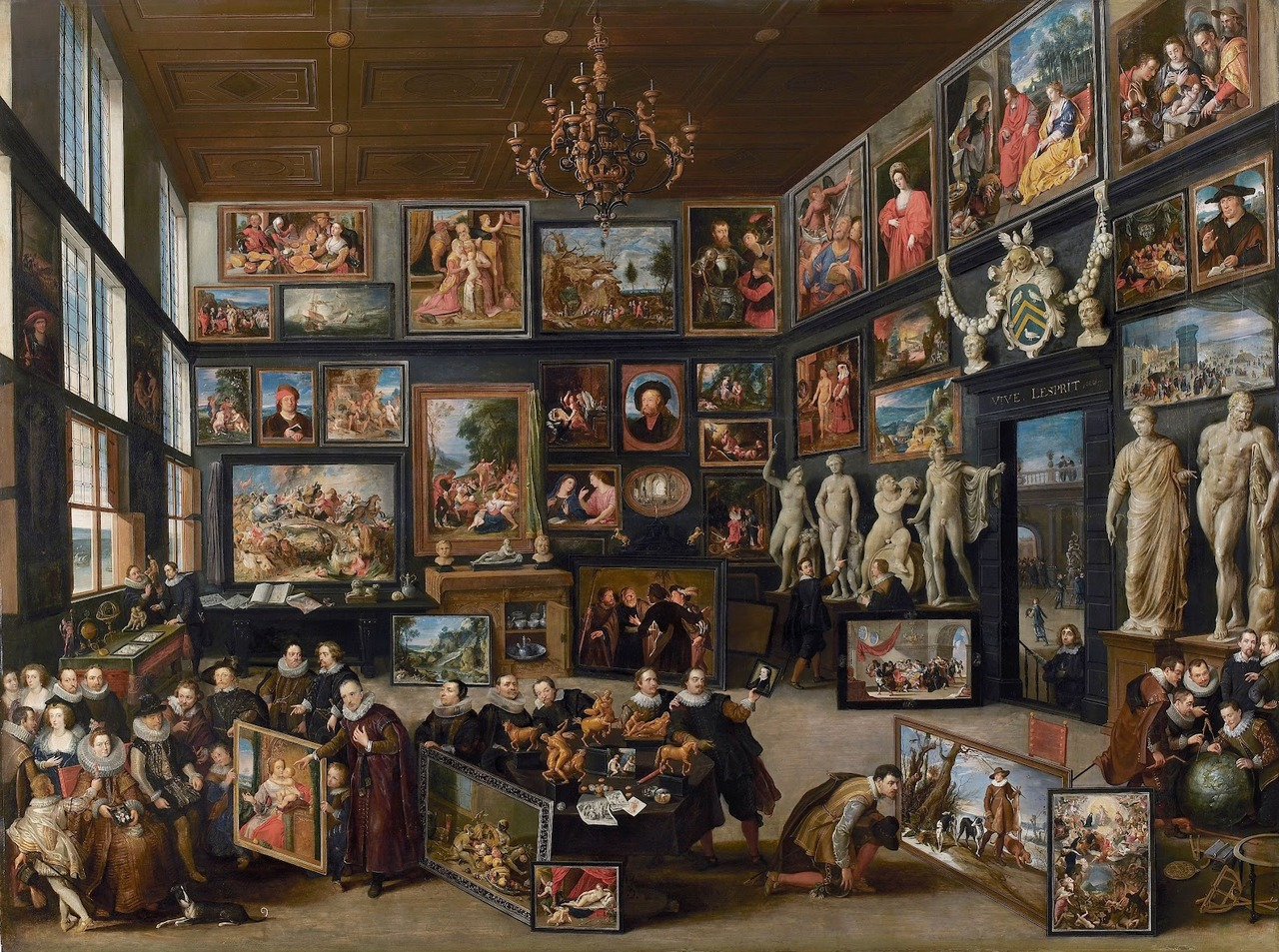
Галерея Корнеліса ван дер Ґееста, 1628
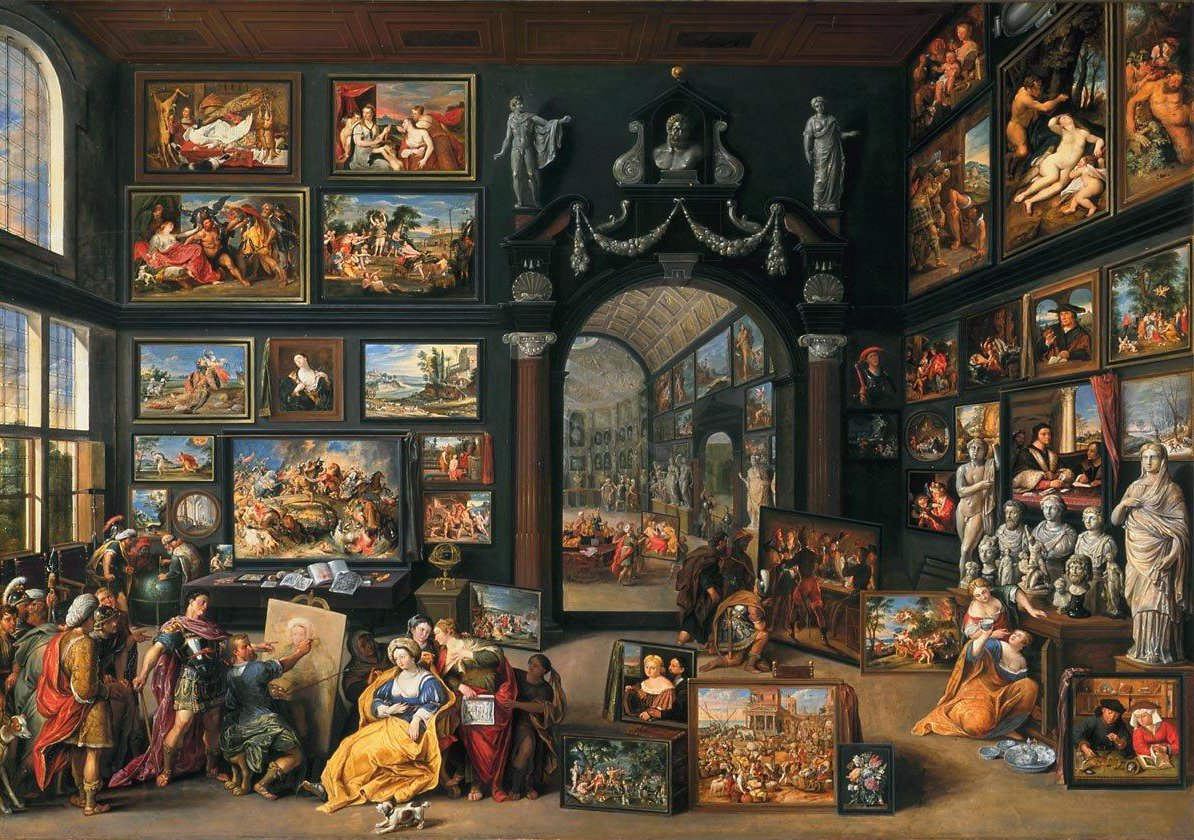
Олександр Македонський у майстерні Апеллеса, 1630